# Městský fotbalový klub OKD Karviná
MFK OKD Karviná é um clube de futebol da cidade de Cieszyn Silesia, na República Tcheca, usa como cores branco, verde e preto.

## História
A equipe foi fundada no ano de 1919 na cidade multi-étnica de Cieszyn Silesia através de grupos minoritários ao final da Primeira Guerra Mundial, com o nome PKS Polonia Karwina, nome dado pelos fundadores que eram imigrantes polacos.
Ao final da Segunda Guerra Mundial, o PKS Polonia Karwina fundiu-se com o ZSJ OKD Mír Karviná nos anos 1950, aonde chegaram a jogar na primeira divisão em 2 ocasiões, sendo que em ambas caíram na mesma temporada.
Em 2003 fundiu-se com o Jäkl Karviná para criar a equipo atual, aonde no ano de 2008 ascendeu à Primeira divisão, liga aonde joga desde então.

## Nomes
- 1919–1938: PKS Polonia Karviná
- 1945–1948: SK Polonia Karviná
- 1948–1951: Sokol Polonia Karviná
- 1951–1953: Sokol OKD Mír Karviná
- 1953–1961: Baník Karviná Mír
- 1961–1994: Baník 1. máj Karviná
- 1994–1995: FC Karviná–Vítkovice (após a fusão com FC Vítkovice Kovkor)
- 1995–2003: FC Karviná
- 2003–presente: MFK Karviná (após a fusão com Jäkl Karviná)